# Mužděj
Mužděj (z rumunského must de ai – česnekový mošt) je moldavská a rumunská studená omáčka z česneku. Připravuje se tak, že se větší množství oloupaného česneku v hmoždíři utře se solí a rozšlehá s masovým vývarem do homogenní hmoty. Při použití horké vody se z česneku odstraní hořkost. Může se přidat slunečnicový olej, kopr nebo vinný ocet. 
Mužděj se podává čerstvý k vařené zelenině (fazole, kukuřice, lilek) nebo grilovanému masu, používá se také k dochucení boršče nebo mamaligy.